# Эрталь, Франц Людвиг фон
Франц Людвиг фон Эрталь (16 сентября 1730, Лор-на-Майне — 14 февраля 1795, Вюрцбург) — князь-епископ вюрцбургский и бамбергский; младший брат Карла Эрталя.

## Биография
Родился в 1730 году в семье майнцского государственного деятеля Филиппа Христофора фон Эрталя (1689—1748).
Изучал право и богословие в Майнце, Вюрцбурге, Вене и Риме, а затем был главой соборов в Вюрцбурге и Бамберге. В 1768 году был назначен членом Тайного рейхсрата, в 1776 году — имперским комиссаром регенсбургского рейхстага. Епископом Вюрцбурга и Бамберга был с 1779 года до конца жизни. В Бамберге его усилиями была открыта первая больница современного типа, основан музей естествознания, введено социальное страхование; также он содействовал развитию ветеринарии. Сочувствуя идеям «просвещения», он предпринял некоторые преобразования в духе просвещённого абсолютизма; по воспоминаниям современников, не любил «мирских» удовольствий. Похоронен в Вюрцбурге.
Главные работы: «Ueber den Geist der Zeit und die Pflichten des Christen» (Вюрцбург, 1793); «Reden an das Landvolk» (Бамберг, 1797).